# Takatokwane
Takatokwane est une ville du Botswana.